# Luigi Maria Foschini
Luigi Maria Foschini (Guardia Sanframondi, 8 luglio 1867 – Guardia Sanframondi, 14 agosto 1943) è stato un politico italiano.

## Biografia
Figlio di Carlo e di Giuseppa Piccirilli, laureatosi in giurisprudenza a Napoli, sposò Anna De Angelis. Ebbe un solo figlio, Carlo, morto di tifo nel 1913 a 18 anni quando era studente del liceo Antonio Genovesi.
Esercitò la professione forense. Risiedette a Napoli, in via Martucci 62.
Fu Consigliere provinciale di Benevento (1892-1914) e Presidente del Consiglio provinciale di Benevento (1914-1923).
Dal 1912 al 1914 fu membro del Consiglio d'amministrazione del Banco di Napoli e dal 1915 al 1924 di quello della Società del Risanamento.
Fu membro della Camera dei deputati per tre legislature, dalla XXVII alla XXIX (eletto nel Collegio unico nazionale il 6 giugno 1924, il 23 marzo 1929 e il 25 marzo 1934).
Nel 1933, in seguito ad un incidente automobilistico, fu costretto in poltrona fino alla morte.
La sua nomina a senatore fu proposta d'ufficio il 13 maggio 1939, avvenne il 10 ottobre 1939 e fu convalidata il 14 novembre 1939.
Il 21 dicembre 1939 prestò giuramento di senatore.
Dal 23 gennaio 1940 al 5 agosto 1943 fece parte della Commissione degli affari interni e della giustizia del Senato.
Fu tra i primi soci del Rotary Club di Napoli, fondato nel 1924. e ne fu presidente nel 1929-1930 e nel 1930-1931.
La biblioteca di Luigi Maria Foschini è conservata ora, con le sue pregiate librerie lignee, dalla Biblioteca provinciale di Benevento, che nel 1993 le dedicò una mostra antologica nella sede di Palazzo Terragnoli e un catalogo completo a cura del suo direttore Salvatore Basile con prefazione del presidente della provincia Floriano Panza.
Un'epigrafe marmorea, posta nell'atrio del Palazzo Foschini di Guardia Sanframondi a cura del nipote ex fratre Alberto, ricorda le virtù civili e scientifiche di Luigi Maria.

## Opere
- Giuseppe Mazzini nel cinquantenario della sua morte, Cooperativa tip. Chiostro S. Sofia, 1922.[4]
- Nel trigesimo della morte di Armando Diaz, Benevento : Tipi Istituto Maschile Vittorio Emanuele 3°, 1928.[5]